# Alfredo Villanueva Collado
Alfredo Villanueva Collado (Santurce, Puerto Rico, 16 de octubre de 1944 - Nueva York, 5 de septiembre de 2020) fue un escritor puertorriqueño especializado en literatua inglesa. Declarado gay, residía en Nueva York.

## Biografía
Nació el 16 de octubre de 1944 en Santurce, Puerto Rico. Sus padres, Narciso Villanueva y Arminda Collado Martell, eran oriundos de Mayagüez. A los nueve meses de nacido, sus padres se trasladaron a Caracas, Venezuela, donde su padre había ya trabajado anteriormente. Asistió a la Escuela Experimental Venezuela y al Instituto Escuela. Cuando tenía quince años regresó a Puerto Rico, donde terminó sus estudios de secundaria en el Colegio San José (1960).  
Realizó la especialización en literatura inglesa en Río Piedras, la Universidad de Puerto Rico. Con otra especialización en literatura general, y obtiene su B.A. (1964) y M.A (1966), con una tesis sobre la poética de Matthew Arnold.
En 1966 accede como becario en la Universidad de Binghamton, en el Estado de Nueva York, donde obtuvo el  doctorado en Literatura comparada en 1974. En 1972 fija su residencia de forma definitiva en Nueva York.
Trabajó como profesor en  Medgar Evers College, CUNY, y poco después fue docente en el departamento de inglés del Colegio Comunal Eugenio María de Hostos. Ha escrito poesía y en prosa, género en el que ha publicado cuentos, ensayos, autobiografía y libro de texto. Se jubiló en 2003.
Sobre la poesía puertorriqueña que se publica en inglés en lugar de en español, expresó que: 

«la poesía puertorriqueña de los Estados Unidos fluye por dos vertientes determinadas por el idioma que se utiliza tanto como identificación que los autores hacen de su propia nacionalidad: una diaspórica, en español, y una que se puede considerar literatura étnica estadounidense dentro de la ficción multicultural.»

Estuvo unido sentimentalmente al artista gráfico Víctor Amador durante dieciocho años.

## Obras publicadas
Publicó once poemarios, al igual que poemas en revistas como Revista de Venezuela, Taller al aire libre, La nuez, Casa tomada y Revista Letras entre otras. Como articulista publicó en revistas como Confluencia, Revista Iberoamericana, Revista de Estudios Hispánicos y Romance Language Annual. Parte de su obra la ha publicado en revistas on-line.

### Poemarios
- Las transformaciones del vidrio. Editorial Oasis, 1985.[3]
- Antología, Pliego de Murmurios. Sabadell, VII-91, 1987.[3]
- Grimorio. Colección Murmurios 1988.[3]
- En el imperio de la papa frita. Editorial Colmena, 1989.[3]
- La voz de la mujer que llevo dentro. Arcas, 1990.[3]
- Pato salvaje. Arcas, 1991.[7]
- Entre la inocencia y la manzana. Universidad de Puerto Rico, 1996.[3][5]
- La voz de su dueño. Latino Press, 1999.[3]
- Pan errante.  Pontevedra. Taller del Poeta, 2005.[3]

### Obra en antologías poéticas
- Poesía puertorriqueña, 1984-85. (Mairena, 1986).
- Poesía Actual, 1988.  (Pliegos, 1988).
- Papiros de Babel: Antología de la poesía puertorriqueña en Nueva York.  (UPR,1991).[4]
- Antología infinita No.1 (1992).  (Centro Español, 1992).
- Poesida: An Anthology of AIDS Poetry from the United States, Latin America and Spain.(Ollantay 1996).[4]
- Como ángeles en llamas/Algunas voces Latinoamericanas del siglo XX/Selección. (Maribelina,  2004)
- Poesía puertorriqueña del siglo XX: Antología (UPR, 2004).
- El verbo descerrajado: antología de poemas en solidaridad con los presos políticos de Chile (Apostrophe, 2005).
- Cauteloso engaño del sentido. (Libros de la luna, 2007).

### Obra en antologías de narrativa
- Where Angels Tread at Dawn: New Stories from Latin America. (Lippincott, 1990).[4]
- Cuentos hispánicos de los Estados Unidos.  (Arte Público Press, 1993).[4]
- Hecho(s) en Nueva York: Cuentos Latinoamericanos. (The Latino Press, 1994).
- Low Rent: A Decade of Prose and Photographs from The Portable Lower East Side Review. (Grove Press, 1994).[4]
- Tu Mundo: Primer Curso para Hispanoparlantes. (D.C. Heath, 1997).
- "Nochebuena", en Hispanic American Christmas Stories. (Oxford, 2000).[4]
- Mundo 21 Hispano. (Houghton Mifflin  2004).
- Literatura Puertorriqueña del Siglo XX. (UPR, 2004).[4]
- Aquí me tocó escribir. (Trabe, 2006)
- Los otros cuerpos: Antología de temática gay, lésbica y queer desde Puerto Rico y su diáspora. (Editorial Tiempo Nuevo, 2007)

### Obra crítica (artículos incluidos en libros)
- Hispanic Immigrant Writers and the Question of Identity. (Ollantay, 1989).
- Latin American Writers on Gay and Lesbian Themes. (Greenwood, 1994).
- From Romanticismo to Modernismo. (Garland, 1997)
- Leyendo a Silva III. (Instituto Caro y Cuervo, 1997)
- U.S. Latino Literature: A Guide for Students and Teachers. (Greenwood, 2000).
- Oxford Dictionary of USA Latinos. (Oxford, 2005).
- L’altra Penelope. (Roma: Oedipus, 2009).

### Artículos en revistas críticas literarias
- "El Antinous de Fernando Pessoa: Una relectura". Auliga: Asociación Internacional de Amigos da Universidade Libre Iberoamericana en Galicia. (Con Santos Abersio Núñez). Mayo de 2004.[8]
- "Max Nordau, cultura helénica e inversión sexual en De sobremesa, de José Asunción Silva”. CiberLetras, vol. 12.[9]
- “Rene Marqués, Ángel Lozada, and the Constitution of the (Queer) Puerto Rican National Subject”. CENTRO Journal, Puerto Rican Queer Studies Issue, Spring 2007.[10]

## Premios y reconocimientos
- 2006: Primer premio de poesía y cuento de Casa tomada,(Nueva York).[5]